# Thomas Barr
Thomas Barr (Waterford, 24 luglio 1992) è un ostacolista irlandese.

## Biografia
È fratello minore di Jessie Barr, anche lei atleta di livello internazionale. Ha rappresentato l'Irlanda ai Giochi olimpici estivi di Rio de Janeiro 2016, concludendo al quarto posto la gara dei 400 metri ostacoli. 
Si è laureato campione continentale agli europei di Roma 2024, vincendo la medaglia d'oro nella staffetta 4×400 metri mista, con Christopher O'Donnell Rhasidat Adeleke e Sharlene Mawdsley. Nell'occasione la squadra ha anche realizzato il primato nazionale della specialità, grazie al tempo di 3'09"92.

## Record nazionali

### Seniores
- 400 metri ostacoli: 47"97 ( Rio de Janeiro, 18 agosto 2016)
- Staffetta 4×400 metri maschile: 3'03"57 ( Zurigo, 17 agosto 2014) (Brian Gregan, Mark English, Richard Morrissey, Thomas Barr)
- Staffetta 4x400 m mista: 3'09"92 ( Roma, 7 giugno 2024) (Christopher O'Donnell, Rhasidat Adeleke, Thomas Barr, Sharlene Mawdsley)

## Palmarès
| Anno | Manifestazione   | Sede           | Evento        | Risultato  | Prestazione | Note                                     |
| ---- | ---------------- | -------------- | ------------- | ---------- | ----------- | ---------------------------------------- |
| 2013 | Europei under 23 | Tampere        | 400 m hs      | 8º         | 50"14       |                                          |
| 2014 | Europei          | Zurigo         | 400 m hs      | Semifinale | 49"30       |                                          |
| 2014 | Europei          | Zurigo         | 4×400 m       | 4º         | 3'01"67     |                                          |
| 2015 | World Relays     | Nassau         | 4×400 m       | Batteria   | 3'07"11     |                                          |
| 2015 | Universiadi      | Gwangju        | 400 m hs      | Oro        | 48"78       |                                          |
| 2015 | Mondiali         | Pechino        | 400 m hs      | Semifinale | 48"71       |                                          |
| 2015 | Mondiali         | Pechino        | 4x400m        | Batteria   | 3'01"26     |                                          |
| 2016 | Europei          | Amsterdam      | 400 m hs      | Semifinale | 50"09       | Miglior prestazione personale stagionale |
| 2016 | Europei          | Amsterdam      | 4×400 m       | 5º         | 3'04"32     | Miglior prestazione personale stagionale |
| 2016 | Giochi olimpici  | Rio de Janeiro | 400 m hs      | 4º         | 47"97       |                                          |
| 2017 | Mondiali         | Londra         | 400 m hs      | Semifinale | dns         |                                          |
| 2018 | Europei          | Berlino        | 400 m hs      | Bronzo     | 48"31       | Miglior prestazione personale stagionale |
| 2018 | Europei          | Berlino        | 4×400 m       | Batteria   | 3'06"55     |                                          |
| 2019 | Europei indoor   | Glasgow        | 400 m piani   | Batteria   | 48"22       |                                          |
| 2019 | Mondiali         | Doha           | 400 m hs      | Semifinale | 49"02       | Miglior prestazione personale stagionale |
| 2021 | World Relays     | Chorzów        | 4×400 m mista | 7º         | 3'20"26     |                                          |
| 2021 | Giochi olimpici  | Tokyo          | 400 m hs      | Semifinale | 48"26       | Miglior prestazione personale stagionale |
| 2022 | Mondiali         | Eugene         | 400 m hs      | Semifinali | 50"08       |                                          |
| 2022 | Europei          | Monaco         | 400 m hs      | Semifinale | 49"30       |                                          |
| 2024 | World Relays     | Nassau         | 4x400 m mista | Bronzo     | 3'11"53     |                                          |
| 2024 | Europei          | Roma           | 400 m hs      | Semifinale | 49"61       |                                          |
| 2024 | Europei          | Roma           | 4x400 m mista | Oro        | 3'09"92     |                                          |
| 2024 | Giochi olimpici  | Parigi         | 4x400 m mista | Batteria   | 3'12"67     |                                          |

## Altre competizioni internazionali
2017
- Argento agli Europei a squadre (first league) ( Vaasa), 4×400 m - 3'05"08